# サマンサ・クリストフォレッティ
サマンサ・クリストフォレッティ(サマンタ・、Samantha Cristoforetti、1977年4月26日-)は、イタリア出身の欧州宇宙機関所属宇宙飛行士、イタリア空軍のパイロット、エンジニアである。ヨーロッパ人宇宙飛行士としての宇宙連続滞在時間の記録（199日16時間）を持つ。また、2017年にペギー・ウィットソン、又その後クリスティーナ・コックに破られるまで、女性の一度の宇宙滞在時間の最長記録を持っていた。彼女は、宇宙を訪れた最初のイタリア人女性であり、2022年には、再び国際宇宙ステーション（ISS）に行くことが予定されている。イタリア共和国功労勲章受章者。

## 生い立ち
クリストフォレッティは、1977年にミラノで生まれ、子供時代をマレで過ごした。18歳の時、AFS交換留学プログラムでアメリカ合衆国を訪れ、スペースキャンプに参加した。

## 初期のキャリア
彼女はボルツァーノ及びトレントで学び、ミュンヘン工科大学を卒業して機械工学の学位を取得した。その後、トゥールーズのISAE SUPAERO、モスクワのメンデレーエフ記念ロシア化学技術大学にも通い、ナポリ大学で航空科学を修めた。さらに、ポッツオーリの空軍士官学校に通い、イタリア空軍で女性として初めての中尉、戦闘機パイロットとなった。スペースキャンプの卒業生で軌道を訪れたのは、彼女が2人目だった。訓練の一環として、Euro-NATO Joint Jet Pilotトレーニングを完了した。
SF-260、T-37、MB-339A、MB-339CD、AM-Xという6機種の軍用機で、500時間以上の飛行経験を持つ。

## 欧州宇宙機関でのキャリア

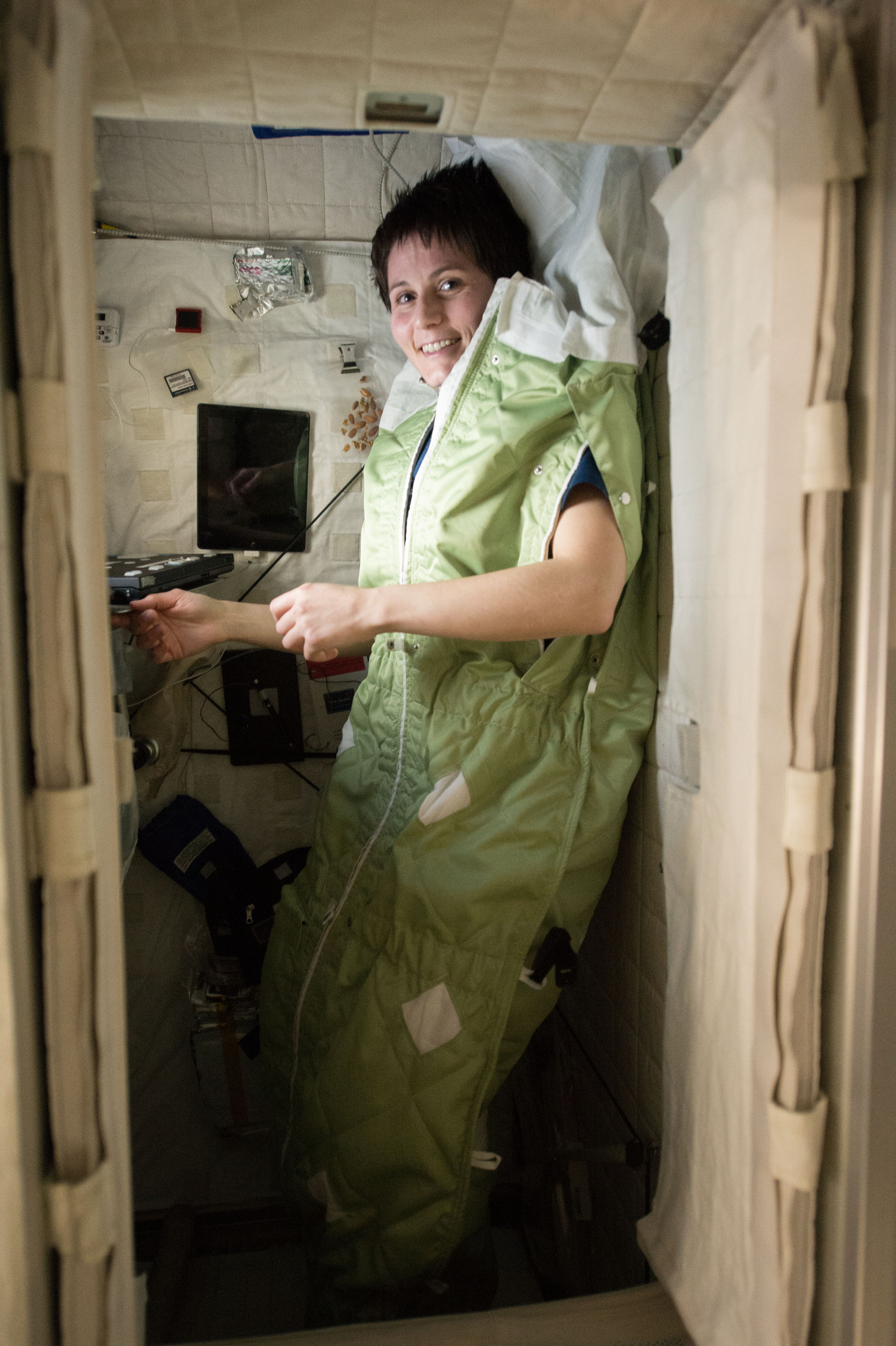
2014年12月6日

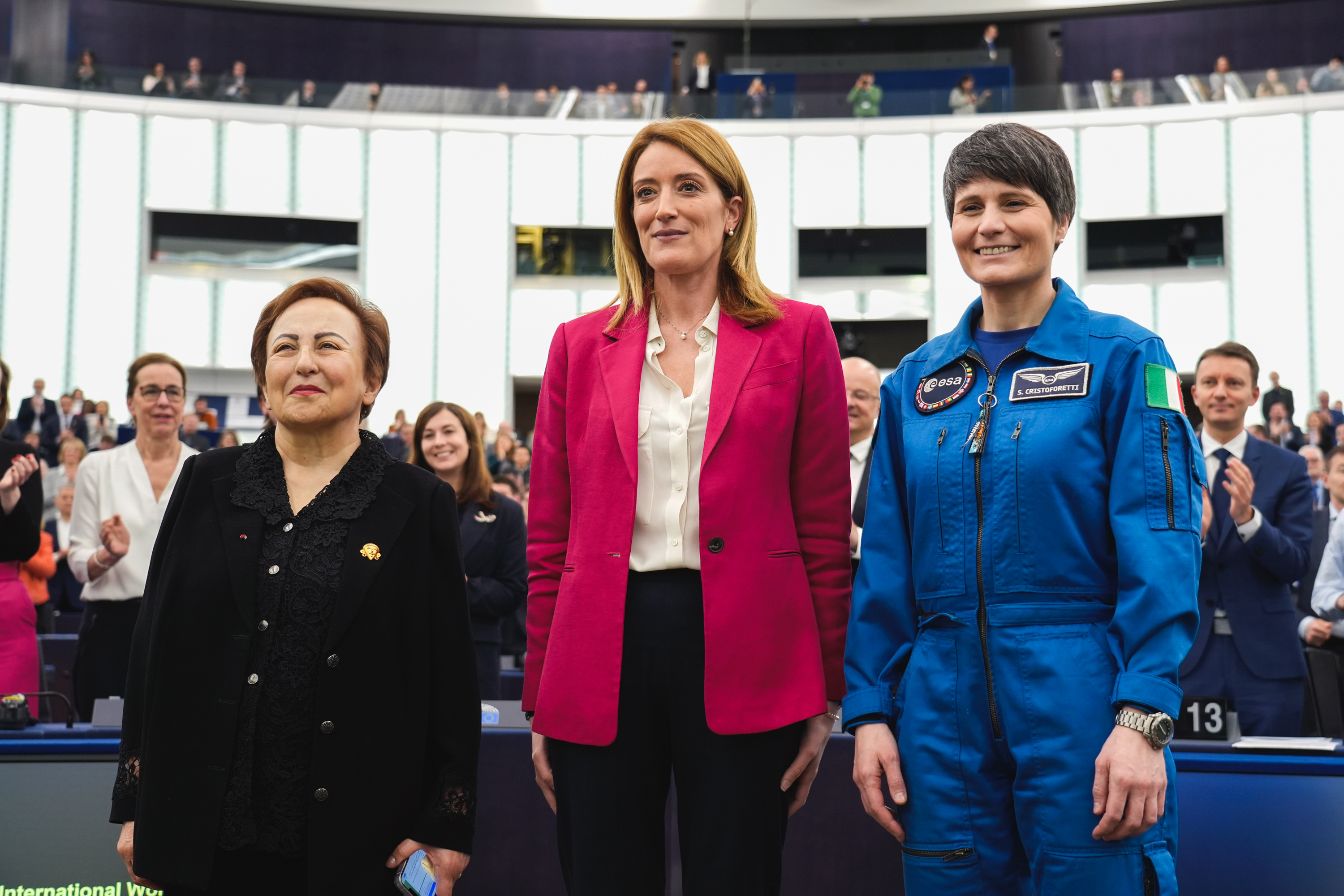
左からシーリーン・エバーディー、ロベルタ・メツォラ欧州議会議長、クリストフォレッティ（2023年3月）

クリストフォレッティは、欧州宇宙機関により、8000人の候補者の中から、2009年に宇宙飛行士に選ばれた。

### 第42/43次長期滞在
2012年7月3日、欧州宇宙機関は、クリストフォレッティが2014年に長期間、ISSに滞在するミッションに参加する予定であると発表した。
2014年11月23日、クリストフォレッティと他の2人の宇宙飛行士は、カザフスタンのバイコヌール宇宙基地より、ソユーズTMA-15Mで打ち上げられた。約6時間後にはISSとのドッキングに成功した。3人は、2015年6月11日に地球に帰還した。宇宙滞在は199日となり、女性として1度のミッションでの宇宙滞在記録を樹立した。それまで、アメリカ航空宇宙局のスニータ・ウィリアムスが第33次長期滞在で195日間滞在したのが最長であった。この記録は、2017年6月5日に第52次長期滞在のペギー・ウィットソン、2019年12月28日に第60次長期滞在のクリスティーナ・コックにより更新された。
ISSでの彼女のミッションは、Futuraと呼ばれた。滞在中、また月や火星の軌道への長期滞在を模擬した様々な科学実験を行った。ATV-5から離脱する際には、メインの操縦を行った。2015年2月、8-9歳の児童が、彼女自身が宇宙で行った訓練に9週間のプログラムで挑戦する"Mission X: Train Like an Astronaut"というアウトリーチプログラムを開始した。また、再循環空気の中で光合成を行うスピルリナをどのように食糧にしうるかというアウトリーチも行っている。
彼女は1回、最大3回の宇宙遊泳が予定されていたが、2014年10月にシグナス CRS Orb-3の打上げが失敗し、必要な機材が届かなかったため、行われなかった。
彼女は、『銀河ヒッチハイク・ガイド』のシャツを着て、『生命、宇宙、そして万物についての究極の疑問の答え』のシャツを着た同僚のアントン・シュカプレロフと一緒に写真を撮った。第42次長期滞在のブログには、"（作中の「銀河ヒッチハイクガイド」の表紙に書いてあるとされる言葉である）"don't panic"という特別セクションがある。2015年4月、ドラゴンは、無重力で動作する初のエスプレッソマシンであるISSpressoを運んできた。彼女はこれを設置し、5月3日に宇宙で最初の一杯を抽出し、スタートレックに登場する宇宙艦隊スターフリートのユニフォームを着た自身の写真に、ブラックコーヒーが好物の『スタートレック:ヴォイジャー』の主人公キャスリン・ジェインウェイの言葉をもじった"'There's coffee in that nebula'... ehm, I mean... in that #Dragon"という文章を添えて、Twitterに投稿した
。スタートレックでスポックを演じているレナード・ニモイの死去の翌日に当たる2月28日、キューポラにて、シャツにスターフリートのピンを付けて、ヴァルカン・サリュートをする自身の写真を撮影した。ロシアの2機のロケットの打上げが失敗し、地球への期間が1カ月延びたことで、ヨーロッパ人として、また女性としての宇宙滞在記録を更新することとなった。
2015年7月16日には、国で最高の名誉であるイタリア共和国功労勲章を受章した。授与した大統領のセルジョ・マッタレッラは、「彼女は全てのイタリア人から優しさと愛情を持ってフォローされてきた」と語った。

### NEEMO 23
クリストフォレッティは、2019年6月10日から22日に行われたNEEMO 23のミッションを率いた。このミッションでは、海底で、新宇宙探査や月探査のための技術や装置を試験した。

### 2度目の宇宙飛行
2022年春には、ISSへの2度目の飛行が予定されている。これは、スターライナーまたはクルードラゴンを用いたNASAにとって4度目の商業乗員輸送プログラムとなる。

## 私生活
イタリア語、英語、ドイツ語、フランス語、ロシア語を話すことができ、現在、中国語を勉強している。
2016年11月、ドイツのケルンで女の子を出産した。イタリア紙によると、子どもの父親は、フランス人の宇宙飛行士インストラクターと言われている。

## 著書
- Diary of an Apprentice Astronaut - by Samantha Cristoforetti - 2020 - ISBN 978-0-2413-7138-1

## 受章
- イタリア  イタリア共和国功労勲章コンメンダトーレ - 2013年3月6日[37]
- イタリア  イタリア共和国功労勲章カヴァリエーレ・ディ・グラン・クローチェ - 2015年7月16日[37]